# Велика Пясьниця
Велика Пясьниця (пол. Wielka Piaśnica, нім. Groß Piasnitz) — село в Польщі, у гміні Пуцьк Пуцького повіту Поморського воєводства.